# 임대료 너무 높당
임대료 너무 높당(영어: Rent Is Too Damn High Party)은 미국의 단일쟁점 정당이다. 주로 뉴욕주에서 활동하며, 2005년과 2009년 뉴욕시 시장 선거, 2010년 뉴욕주 지사 선거 및 상원 선거에 출마했다. 창립자 지미 맥밀런이 모든 선거에서 후보자였다.